# Pol Ballesté
Pol Ballesté López (Barcelona, 22 de agosto de 1995) es un futbolista profesional español. Ocupa la posición de portero y juega en el Torrent Club de Fútbol de la Segunda División RFEF.

## Trayectoria
El jugador llegó en verano de 2012 al Atlético Malagueño de la mano de Manel Casanova y procedente de La Masía, donde estuvo siete años. Tras un par de temporadas en el filial malaguista, fue cedido al CD El Palo en la temporada 2014-15 y al Cádiz CF durante la temporada 2015-16.
Más tarde, jugaría en las filas del Granada B, UCAM Murcia CF y CD Badajoz, acumulando un total de 104 partidos en Segunda División B y siete en Copa del Rey (seis con el Cádiz CF y uno con el UCAM Murcia CF).
En enero de 2019, tras pasar media temporada sin equipo, firmaría con el UE Olot en el defendería la portería durante dos temporadas.
En la temporada 2021-22, firma por la U.D. Melilla de la Segunda División RFEF.
Tras una gran temporada en la U.D. Melilla en la que se ganó el apodo de el parapenaltis, el 28 de junio de 2022 firma por el club leonés de la Cultural y Deportiva Leonesa de la Primera División RFEF.
El 7 de julio de 2023, firma por el Torrent Club de Fútbol de la Segunda División RFEF.

## Clubes
| Club                | País   | División     | Temporada   |
| ------------------- | ------ | ------------ | ----------- |
| A. Malagueño        | España | Tercera      | 2012-16     |
| CD El Palo (cesión) | España | Segunda B    | 2014-15     |
| Cádiz CF (cesión)   | España | Segunda B    | 2015-16     |
| Granada B           | España | Segunda B    | 2016-17     |
| UCAM Murcia CF      | España | Segunda B    | 2017-18     |
| CD Badajoz          | España | Segunda B    | 2018        |
| UE Olot             | España | Segunda B    | 2019-2021   |
| UD Melilla          | España | Segunda B    | 2021-2022   |
| CyD Leonesa         | España | Primera RFEF | 2022-2023   |
| Torrent CF          | España | Segunda RFEF | 2023 - Act. |